# Jimmy Nicholl
James Michael "Jimmy" Nicholl (Hamilton (Ontário), 28 de dezembro de 1956) é um ex-futebolista norte-irlandês que atuava como defensor.

## Carreira
Jimmy Nicholl fez parte do elenco da Seleção Norte-Irlandesa de Futebol, da Copa do Mundo FIFA de 1982 e 1986.